# Bhatoora
Bhatoora (hindi: भटूरा bhaṭūrā Punjabisk:ਭਟੂਰਾ) er et blødt og luftigt brød fra det indiske køkken, der spises med en karry af kikærter (chole) og bliver til den klassiske punjabi madret chole bhature. 